# Ricanula crocea
Ricanula crocea är en insektsart som först beskrevs av Gutrin-mtneville 1844.  Ricanula crocea ingår i släktet Ricanula och familjen Ricaniidae. Inga underarter finns listade i Catalogue of Life.